# کلوور کریک (واشینگتن)
کلوور کریک (به انگلیسی: Clover Creek) یک منطقهٔ مسکونی در ایالات متحده آمریکا است که در واشینگتن واقع شده‌است. کلوور کریک ۱۶٫۸ کیلومتر مربع مساحت و ۶٬۵۲۲ نفر جمعیت دارد و ۱۴۶ متر بالاتر از سطح دریا واقع شده‌است.